# Râul Pucioasele
Râul Pucioasele este un curs de apă, afluent al râului Râmnicel. 